# الصفصاف كوزسينيس
الصفصاف كوزسينيس هو نوع من الخنافس في فصيلة القرنبيات. وقد وصفه غريسيت في عام 1951. وهو معروف في الصين.